# 徐永端
徐永端（1939年—），女，湖北汉川人，中国文学研究家，苏州大学教授，曾任第七、八届全国政协委员。

## 家庭
父亲徐澄宇。